# Герб Николаева
Герб Николаева (укр. Герб Миколаєва) — официальный символ города Николаева Николаевской области Украины. Утверждён в 1997 году.

## История

### Первый герб

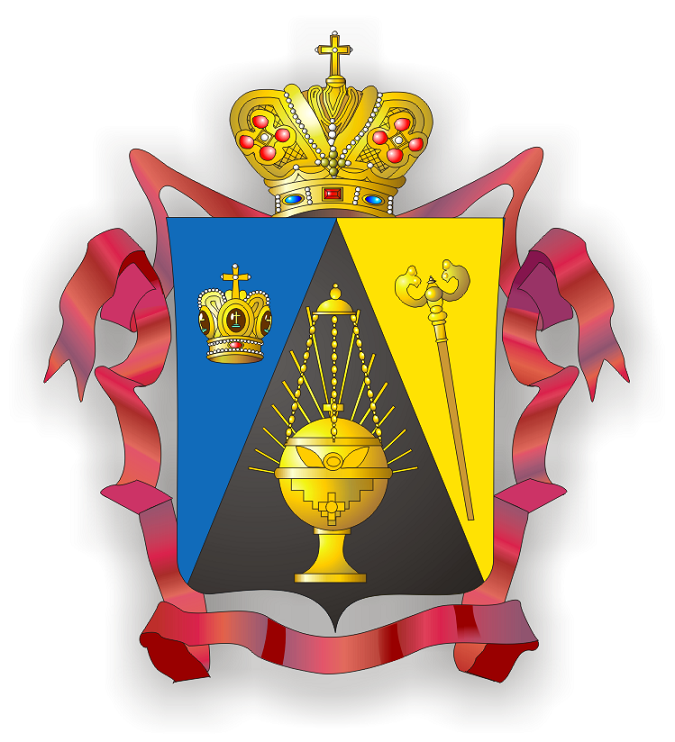
Герб 1803 года

Первый герб города был утверждён 7 октября 1803 года императором Александром I.
Его описание закреплено в «Полном собрании законов Российской империи»:

На щите, который разделён от верхней середины до нижних углов, в чёрном поле, над серебряной кадильницей изображён золотой крест, окружённый лучами, а по сторонам: в голубом поле Архиерейская митра и в золотом поле Архиерейский посох.

Атрибуты архиерейской власти — митра и посох — ассоциируются с покровителем города Святым Николаем.

### Второй герб

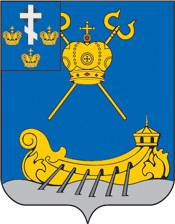
Малая версия герба 1883 года

16 марта 1883 года высочайше был утверждён второй герб Николаева. В проекте «Записки о гербе военно-портового города Николаева» исполняющего должность управляющего гербовым отделением департамента герольдии Сената было указано:

Так как город Николаев есть одним из главнейших портов Южной России, то оставляя митру и посох я полагаю изобразить в гербе сего города сверх того корабль.

Вот описание самого герба:

В лазуревом щите, на серебряной волнообразной окраине золотой корабль с чёрными веслами, сопровождаемый в главе щита золотой архиерейскою митрою на двух таковых же накрест положенных посохах. В вольной части герб Херсонской губернии. Щит украшен серебряною башенною, о трёх зубцах, короною и окружён двумя золотыми якорями, соединёнными Александровскою лентою.

### Третий герб

Герб советского периода

Третий герб был утверждён Николаевским городским советом в 1969 году. В результате конкурса победил эскиз художника В. С. Козловского.
На красно-синем поле изображён серебряный парус, под килем расположена золотая полушестерня, в верхнем левом углу — серп и молот золотого цвета.

### Четвёртый современный герб
Современный городской герб утверждён в День города, на торжественном заседании городского Совета, 26 сентября 1997 года.
За основу был принят герб 1883 года, с которого убрали герб Херсонской губернии.
В лазуревом с золотою каймою поле на серебряной волнообразной оконечности беспарусная золотая о шести чёрных вёслах галера, сопровождаемая во главе щита золотой архиерейской митрой на двух золотых же накрест положенных посохах; щит увенчан серебряной о трёх зубцах башнеподобной короной и наложен на два золотые якоря, перевязанные лентой ордена святого благоверного князя Александра Невского.
Митра — атрибут Святого Николая, а посохи — Святого Григория, покровителей города.